# Hoplitis tkalcuella
Hoplitis tkalcuella is een vliesvleugelig insect uit de familie Megachilidae. De wetenschappelijke naam van de soort is voor het eerst geldig gepubliceerd in 2003 door Le Goff.